# اوپولانی
اوپولانی (به چکی: Opolany) یک منطقهٔ مسکونی در جمهوری چک است که در ناحیه نیمبورک واقع شده‌است. اوپولانی ۱۲٫۱۲ کیلومتر مربع مساحت و ۸۷۴ نفر جمعیت دارد و ۱۹۵ متر بالاتر از سطح دریا واقع شده‌است.